# Çukurköy, Pervari
Çukurköy là một xã thuộc huyện Pervari, tỉnh Siirt, Thổ Nhĩ Kỳ. Dân số thời điểm năm 2008 là 244 người.